# للرؤية فقط
للرؤية فقط هو مصطلح مهني يرتبط باستخدام المعلومات المصنفة على أنها سرية. حيث تكون المستندات المصنفة متاحة فقط للأشخاص ذوي التصاريح الأمنية المناسبة والتي تحمل تصاريحهم الأمنية تلك الإمكانية.
كما يشير المصطلح أيضاً إلى أن الملف الذي يحمله لا يجوز تصويره أو عمل نسخة أخرى منه بأي شكل من الأشكال أو تحت أي ظرف من الظروف، حيث أنه للقراءة فقط من قبل الأشخاص المصرح لهم بذلك.
ويقابل هذا المصطلح تعريف آخر يشير إلى نفس الوظيفة وهو «سري للغاية».